# Perșunari (gmina Cocorăștii Mislii)
Perșunari – wieś w Rumunii, w okręgu Prahova, w gminie Cocorăștii Colț. W 2011 roku liczyła 458 mieszkańców.